# Joseph Townsend
Joseph Townsend (4 de abril de 1739 - 9 de noviembre de 1816) fue médico, geólogo y vicario de Pewsey (Wiltshire, Reino Unido), conocido por su tratado «Disertación sobre las leyes de pobres» (A Dissertation on the Poor Laws), en el que exponía una teoría naturalista de la economía, y se oponía a las prestaciones estatales.
En dicha disertación, Townsend critica las ayudas estatales, considerando que provocan un aumento de la población, agravando así la miseria que pretenden aliviar, y por tanto pide la abolición de estas ayudas para fomentar la productividad, ya que según él, «solo el hambre puede estimularlos e incitarlos a trabajar».(Townsend, 1971:23) En otro escrito es aún más explícito: «la limitación legal [al trabajo] (…) se acompaña de grandes disturbios, violencia y ruido (…) mientras que el hambre no solo es una amenaza pacífica, silenciosa e implacable, sino que siendo el motivo más natural para la laboriosidad, produce los esfuerzos más poderosos (…). El hambre amansa a las fieras más indómitas, enseña decencia y urbanidad, obediencia y sometimiento incluso a los más brutos, obstinados y perversos».
A Townsend se le reconoce el mérito de haber anticipado el argumento de Thomas Malthus contra la asistencia social pública en su «Ensayo sobre el principio de la población» (1798). No obstante, a diferencia de Malthus, Townsend abogaba por un sistema de seguridad social mediante la pertenencia obligatoria a mutuas de previsión que se encargarían de los gastos sanitarios y funerarios de los pobres.

## Biografía
Fue el cuarto hijo de Chauncy Townsend, comerciante y miembro del Parlamento. Educado en el Clare College de Cambridge, se graduó en 1762.
Se ordenó pastor de la Iglesia de Inglaterra en 1763, y en 1765 comenzó los estudios de medicina en Edimburgo. Ocupó la rectoría de Pewsey desde 1764 hasta su muerte. Townsend también estuvo relacionado con la sociedad religiosa Countess of Huntingdon's Connection ─en cuyo nombre fundó una capilla en Dublín en 1767─ y con la rama calvinista del metodismo a finales de la década de 1760, y se cree que podría haber permitido a metodistas predicar desde su púlpito a partir de 1780. En 1769 se convirtió en capellán personal del duque de Atholl, a quien acompañó en su grand tour.
En el campo de la medicina, Townsend destacó por la introducción de la «mezcla Townsend», compuesta de mercurio y yoduro de potasio, como tratamiento para la sífilis. El geólogo William Smith, pionero de la creación de mapas geológicos, esbozó por primera vez su teoría de la estratigrafía en junio de 1799 durante una comida en la casa de Townsend en Bath. Aunque Townsend aceptó la teoría de Smith, rechazó su apoyo a la geología uniformista de James Hutton, y en cambio siguió defendiendo la creación bíblica en The Character of Moses as an Historian, Recording Events from the Creation to the Deluge («El personaje de Moisés como historiador, registro de lo acaecido entre la Creación y el Diluvio»), de 1813.

## Viaje a España
En enero de 1786, poco después de enviudar, inició un viaje de más de un año por España, donde tuvo la ocasión de conocer la corte de Carlos III y a importantes figuras como el conde de Floridablanca y Francisco Cabarrús. Pero también entró en contacto con la gente, recopilando datos de muy diversa índole: población, producciones, sueldos, precios, comercio, impuestos, costumbres. En este viaje estudia los temas científicos que más le interesan en las regiones que visita, como la composición de los suelos, su geología y su vegetación, el desarrollo de la agricultura y la industria, las instituciones dedicadas a los pobres y su protección sanitaria. Describió las condiciones en que vivían los españoles y el despotismo con que se ejecutaban las leyes, y también hizo un pequeño resumen de las enfermedades endémicas del país.
Las vivencias de este viaje se plasmaron en un libro titulado A journey through Spain in the years 1786 and 1787; with particular attention to agriculture, manufactures, commerce, population, taxes and revenue of that country, compuesto de tres volúmenes, que se publicó en 1791. El libro fue publicado en alemán ese mismo año y en francés en 1809. Sin embargo, no hubo una versión en español hasta finales del siglo XX, probablemente a causa de las tensas relaciones de la época entre Inglaterra y España, que desaconsejaban la publicación de libros en los que se criticara abiertamente a las administraciones españolas.  En 1988, la editorial Turner publicó el libro de Townsend bajo el título Viaje por España en la época de Carlos III (1786-1787), con prólogo de Ian Robertson. Así describe Townsend a los españoles de su época:
Fueron muchas las veces que me vi obligado a admirar la ilimitada generosidad de sus habitantes. Si expresara todo lo que siento, al rememorar su bondad, parecería adulación; pero me atrevo a decir que la sencillez, la sinceridad, la generosidad, un elevado sentido de la dignidad, y unos firmes propósitos del honor son los rasgos más prominentes y apreciables del carácter español.

## Obras
- A Dissertation on the Poor Laws, 1786
- A Journey Through Spain in the Years 1786 and 1787], 1791.
- "Townsend Guide to Health Being Cautions and Directions in the Treatment of Diseases", 1795.